# Leroy Fer
Leroy Fer (Zoetermeer, 1990. január 5. –) holland válogatott labdarúgó, az Alanyaspor középpályása.

## Statisztika
2013. december 26-i adatok
| Klub teljesítmény | Klub teljesítmény | Klub teljesítmény | Bajnokság | Bajnokság | Kupa  | Kupa | Ligakupa | Ligakupa | Nemzetközi | Nemzetközi | Egyéb | Egyéb | Összesen | Összesen |
| Szezon            | Klub              | Bajnokság         | Mérk.     | Gól       | Mérk. | Gól  | Mérk.    | Gól      | Mérk.      | Gól        | Mérk. | Gól   | Mérk.    | Gól      |
| Hollandia         | Hollandia         | Hollandia         | Bajnokság | Bajnokság | Kupa  | Kupa | –        | –        | Európa     | Európa     | Egyéb | Egyéb | Összesen | Összesen |
| ----------------- | ----------------- | ----------------- | --------- | --------- | ----- | ---- | -------- | -------- | ---------- | ---------- | ----- | ----- | -------- | -------- |
| 2007–08           | Feyenoord         | Eredivisie        | 13        | 1         | 3     | 0    | –        | –        | –          | –          | –     | –     | 16       | 1        |
| 2008–09           | Feyenoord         | Eredivisie        | 32        | 6         | 2     | 0    | –        | –        | 6          | 0          | 2     | 0     | 42       | 6        |
| 2009–10           | Feyenoord         | Eredivisie        | 31        | 2         | 7     | 1    | –        | –        | –          | –          | –     | –     | 38       | 3        |
| 2010–11           | Feyenoord         | Eredivisie        | 23        | 3         | 1     | 0    | –        | –        | 2          | 1          | –     | –     | 26       | 4        |
| 2011–12           | Feyenoord         | Eredivisie        | 4         | 2         | 0     | 0    | –        | –        | –          | –          | –     | –     | 4        | 2        |
| 2011–12           | FC Twente         | Eredivisie        | 26        | 8         | 2     | 1    | –        | –        | 9          | 1          | 2     | 0     | 39       | 10       |
| 2012–13           | FC Twente         | Eredivisie        | 26        | 5         | 0     | 0    | –        | –        | 8          | 6          | 4     | 0     | 38       | 11       |
| Anglia            | Anglia            | Anglia            | Bajnokság | Bajnokság | Kupa  | Kupa | Ligakupa | Ligakupa | Európa     | Európa     | Egyéb | Egyéb | Összesen | Összesen |
| 2013–14           | Norwich City      | Premier League    | 17        | 3         | 0     | 0    | 2        | 1        | –          | –          | –     | –     | 19       | 4        |
| Összesen          | Hollandia         | Hollandia         | 155       | 27        | 15    | 2    | 0        | 0        | 25         | 8          | 8     | 0     | 203      | 37       |
| Összesen          | Anglia            | Anglia            | 17        | 3         | 0     | 0    | 2        | 1        | –          | –          | 0     | 0     | 19       | 4        |
| Karrier összesen  | Karrier összesen  | Karrier összesen  | 172       | 30        | 15    | 2    | 2        | 1        | 25         | 8          | 8     | 0     | 222      | 40       |

### Góljai a válogatottban
|    | Időpont          | Helyszín                               | Ellenfél | Gólok | Eredmény | Kiírás                           |
| -- | ---------------- | -------------------------------------- | -------- | ----- | -------- | -------------------------------- |
| 1. | 2014. június 23. | Arena Corinthians, São Paulo, Brazília | Chile    | 1–0   | 2–0      | 2014-es labdarúgó-világbajnokság |

## Sikerei, díjai
Feyenoord
- Holland kupagyőztes (1): 2007–08

## Fordítás
Ez a szócikk részben vagy egészben  a   Leroy Fer című angol Wikipédia-szócikk fordításán alapul.  Az eredeti cikk szerkesztőit annak laptörténete sorolja fel. Ez a jelzés csupán a megfogalmazás eredetét és a szerzői jogokat jelzi, nem szolgál a cikkben szereplő információk forrásmegjelöléseként.